# Manchipatna, Nagamangala
Manchipatna là một làng thuộc tehsil Nagamangala, huyện Mandya, bang Karnataka, Ấn Độ.